# Агсартан II (царь Кахети-Эрети)
Агсартан II (груз. აღსართან II) — последний царь Кахети-Эретинского царства, правивший с 1102 по 1105 годы.

## Биография
Из рода Багратуни (Младшая ветвь Кюрикян).
Он унаследовал престол после смерти своего отца, Квирике IV.
Средневековые грузинские летописцы характеризуют его как легкомысленного человека, невежественное правление которого привлекло к оппозиции многих крупных дворян.

В 1105 году Агсартан был арестован своими вассалами, князьями Аришиани, и был передан ими царю Грузии Давиду IV, который окончательно присоединил Кахети-Эретинского царства к единому общегрузинскому царству.
«Житие царя царей Давида» XII век:

Ибо этого Агсартана, царём кахов помянутого, захватили знатные эры Аришиани и Барам и брат матери их Кавтар, сын Барама, и отдали царю. И забрал царь Эрети и Кахети. И при Эрцухи устроил ополчения великие и прогремевшее то великое одоление, когда с малым полком и обречённым народом побил султана бесчисленные те войска, атабага Гянджинского и множество кахов и народа страны, с врагами же обступивших нас.